# 王湾
王湾（693年？—751年？），中国唐代诗人，洛阳（今河南洛阳）人。生卒年难以确考。所留诗作不多，唯《次北固山下》一诗广受赞誉，其中“海日生残夜，江春入旧年”两句被认为是盛唐诗歌中代表性的绘景佳句。

## 生平
王湾是玄宗先天元年（712年）或二年（713年）进士。进士登第前后几年，他游历江南和湖南，与武平一有往来，《次北固山下》可能就作于此时。
开元初，任荥阳主簿。开元五年，时任秘书监的马怀素上书唐玄宗，请求修辑勘校内库旧书等散乱书籍，广采天下异本，历经五年，马怀素死后又由元行冲接手掌管此事，到开元九年（721年）编成《群书四部录》。王湾也是参与秘书监校理群籍工作的二十六人之一。 至开元十七年（729年），王湾仍在朝廷宫中任职，但任何官职已不可考。此后，王湾出任洛阳尉。开元中期逝世。
王湾一生交友较密的大多是比他年轻的诗人，如王维、李颀、高适等人。
《全唐诗》存其诗十首。

## 脚注
1. ↑  《唐才子传》记为开元十一年进士。傅璇琮考证认为应是先天元年或二年，但不能确定[1]，而现今学术界多认为是先天元年[3]。
2. ↑  《唐才子传》说王湾与綦毋潜有往来，但傅璇琮考证该事他书无载，或是据王湾《哭补阙亡友綦毋学士》诗。但考该诗所述与二人经历不太相合，疑为诗中所称綦毋学士并非綦毋潜，或者此诗并非王湾所作。[1]